# Штрасберг (Цолерналбкрајс)
Штрасберг (њем. Straßberg) општина је у њемачкој савезној држави Баден-Виртемберг. Једно је од 25 општинских средишта округа Цолерналб. Према процјени из 2010. у општини је живјело 2.661 становника. Посједује регионалну шифру (AGS) 8417063.

## Географски и демографски подаци
Штрасберг се налази у савезној држави Баден-Виртемберг у округу Цолерналб. Општина се налази на надморској висини од 682 метра. Површина општине износи 24,9 km². У самом мјесту је, према процјени из 2010. године, живјело 2.661 становника. Просјечна густина становништва износи 107 становника/km².